# Liber regum

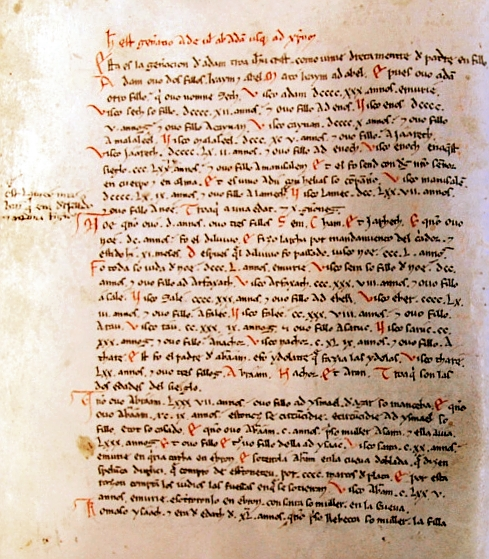
Comienzo del Liber regum.

El Liber regum, Códice Villarense o Libro de las generaciones y linajes de los reyes, redactado entre 1194 y 1209 en romance navarro, es una crónica medieval anónima considerada la más antigua historia general de España escrita en una lengua vernácula, «anterior en más de medio siglo a la Primera Crónica General, atribuida a Alfonso X el Sabio.» Existen seis versiones diferentes, aunque tan sólo se conservan testimonios escritos de cinco de ellas.

## Descripción del contenido
El texto recoge una historia centrada en la península ibérica, que abarca desde el Génesis hasta los reinos hispánicos de finales del siglo XII. En ella se narran episodios del Antiguo Testamento relacionados con los reyes persas, se da noticia de los emperadores romanos y los reyes godos y culmina con los reyes de Francia hasta Felipe II de Francia (1180 - 1223) de quien se dice «qui agora es rei de França».
En palabras de Francisco Bautista, «muestra un consciente proyecto por el que se pretende colocar el reino de Navarra dentro de un diseño histórico que fortalezca su misma existencia y dotar de un sustento simbólico y legitimador a su dinastía reinante».
Una de las fuentes de la obra podría ser el Linage de los reyes d'Espanya, pero a diferencia de este, el Liber regum presta especial atención a los reyes de Castilla, de Navarra y de Aragón, para añadir también los de Francia, probablemente debido al doble matrimonio de la infanta Leonor (hermana de Pedro II de Aragón) con Ramón VI, conde de Toulouse y de Pedro II con María de Montpellier en 1204. Al primitivo Liber regum se añadió posteriormente un Linaje de los reyes de España, que incluía un texto breve en romance conocido como Linaje de Rodrigo Díaz (redactado hacia 1195), que ofrece una genealogía y biografía sucinta de Rodrigo Díaz el Campeador.

## Fecha de redacción
Según estudios recientes, esta obra fue redactada por un autor navarro durante la primera década del siglo XIII, entre 1202 y 1207, fechas delimitadas en un intervalo temporal menor por la noticia dada de sendos hijos de Sancho VI el Sabio: «la infanta Constanza de Navarra con vida y a la muerte del infante Fernando.»

## Análisis lingüístico
Desde el punto de vista lingüístico, el texto se escribe en un romance semejante al de los textos notariales y documentales aragoneses de los siglos XIII y XIV, como el Vidal Mayor. La «e» y «o» breves latinas diptongan en -ie y -ue y en este último caso, incluso ante yod (NŎCTEM > nueit). Se conserva la F- inicial latina (feito) y los grupos cultos PL-, CL-, FL (plover y clamar). Los grupos -CT- y -ULT- evolucionan a -it (FACTUM > feito), -uit (MULTUM > muito), mientras que el grupo /l/+ yod (/ly-/) da ll (FILIUM > fillo). Aparecen los posesivos lor y lures (emparentado con el francés leur y leurs, catalán llur y llurs) y el relativo qui en función de sujeto: «pues ovo Adam otro fillo, qui ovo nomne Seth». También ocurren las proformas «ne/en» y «hi/i»: «el fo s'end» ('se fue de allí') o «fo hi grand la famne» ('hubo allí una gran hambruna'). Todos estos rasgos definen el romance aragonés, pero en la lengua del Liber regum abundan ya los castellanismos.
El texto tiene una gran importancia, tanto desde el punto de vista lingüístico —ya que documenta un estadio antiguo de la lengua aragonesa—, como del literario —pues se trata del primer texto extenso narrativo en una lengua románica en la península— e histórico, pues constituye un antecedente de las crónicas posteriores. Hay una versión al castellano titulada Cronicon villarense y sirvió de fuente para las crónicas latinas del siglo XIII de Rodrigo Ximénez de Rada (De rebus Hispaniae) y Lucas de Tuy (Chronicon mundi), que fueron la base de las crónicas alfonsíes, como la Estoria de España.

## Importancia literaria
En cuanto a su calidad literaria, se trata de la primera obra escrita en una lengua romance hispánica que ofrece un desarrollo narrativo de cierta amplitud, como se puede observar en un pasaje que relata la muerte de Ramiro I de Aragón el año 1063 en la batalla de Graus ante el ejército conjunto de Al-Muqtadir de Saraqusta y Sancho II de Castilla, inserto en la historia de los reyes de Aragón:

Tro aquí dixiemos del lignage de los reyes de Navarra. Et agora diremos, si vos plaz, de los reyes d'Aragón.

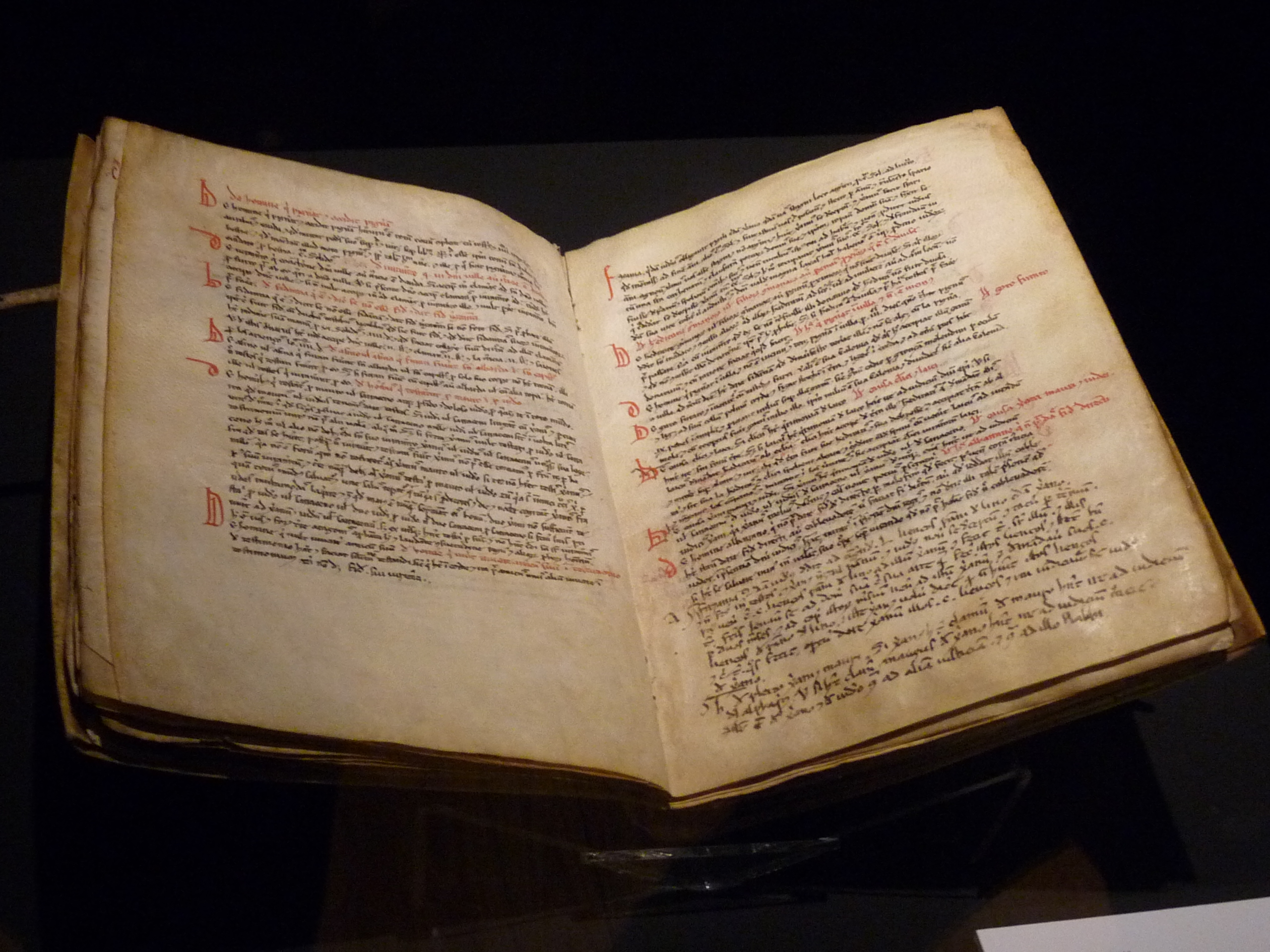
Códice villarense, único en que se ha transmitido el Liber regum.

El rey don Sancho el Mayor fo fillo del rey don García el Trembloso, sobrino del rey Sanch Avarca.

Est rey don Sancho ovo un fillo d'otra muller, qui ovo nomne l'ifant don Remiro, e fo muit bueno e muit sforçado, e por el salvamento que fizo a so madrastra, la reina doña Albira, la muller del rey don Sancho, padre, diol' ella sos arras et el rey atorgolas e ovo el reísmo d'Aragón e fo rei.

Est rey don Remiro fo muit bueno e ovo muitas faziendas con moros e lidió muitas vezes con ellos e venciélos. Et a postremas vino sobr' él el rey don Sancho de Castiella, qui era so tío, ermano de so padre, con grant poder de moros e con tod el poder de Çaragoza, qui era de moros. Vinieron ad él a Sobrarbe e gastóronle toda la tierra, et él vino ad ellos a batalla e lidió con ellos e matóronlo ý en Grados, era M. C. I.

Est rey don Remiro ovo fillo al rey don Sancho d'Aragón qui fo muit bueno e muit leal e ovo muitas faziendas con moros e venciólas, e pués cercó Uesca, que era de moros, e feriéronlo ý de una saieta, e fizo iurar todos los ricos omnes e a so fillo Pedro Sánchez, e fiso ad él iurar que non descercase la villa tro a qui la prisiessen o que lo enlevantassen por fuerza.

Murié el rey don Sancho, e soterráronlo en meit Arixón; pués, leváronlo a Sant Joan de la Peña, por miedo de moros. El rey don Pedro tovo Uesca cercada, e vinieron ad él a la batalla grandes poderes de moros, e el compte don García de Náxera con ellos. El rey don Pedro lidió con ellos en Alcoraç, delant Uesca, e venció la batalla e mató muitos dellos e priso al comte don García e tóvolo en so presón e priso Uesca. Murió el rey don Pedro e regnó so ermano, el rey don Alfonso; fo muit buenament leal e muit esforçado e fizo muitas batallas con moros e venciólas, e conquirió Zaragoza de moros e Darocha e Calatayut e río de Tarazona e río de Borga e Tudela, con otras muitas.

La influencia de esta crónica fue constante. Traducida al castellano en 1220 y más tarde al portugués, fue leída y utilizada hasta el siglo XV.